# Ethyl format
Ethyl format là ester được hình thành khi ethanol (rượu) phản ứng với acid formic (acid carboxylic). Nó có công thức là C3H6O2, khối lượng phân tử là  74,08 g/mol, mật độ 917 kg/m³ và nhiệt độ sôi là 54,3 °C.
Ethyl format có mùi đặc trưng của đào chín và cũng là thành phần trong hương vị của quả mâm xôi, nó còn được tìm thấy trong táo. Ethyl format còn là thành phần trong nhiều loại thực phẩm ví dụ như táo nấu chín, nước cam, dứa, các loại trái cây, cải thảo, cà phê, bánh mì,.. Nó được sử dụng làm chất tạo hương vị.

## Tính chất

### Tính chất vật lý
Ethyl format là một chất lỏng không màu, có mùi thơm, rất dễ cháy, hòa tan trong nước. Từ từ bị phân hủy bởi nước thành acid formic, chất ăn mòn và rượu ethylic hoặc chất lỏng dễ cháy khác.
Hít phải hơi sẽ gây dị ứng nhẹ cho mắt và tăng kích thích dị ứng mũi nhanh chóng. Nồng độ cao sẽ gây sâu răng sâu trong vòng vài phút và sau đó tử vong trong vòng vài giờ. Tiếp xúc với chất lỏng gây dị ứng mắt vừa và dị ứng nhẹ ở da. Hút thuốc gây kích ứng miệng và dạ dày; có thể gây sâu răng và chết chóc nếu không được điều trị.
Hơi ethyl format nặng hơn không khí và có thể di chuyển tới nguồn gây cháy, sau đó gây nên hỏa hoạn.

### Tính chất hóa học
Ethyl format có thể tạo thành các hỗn hợp nổ với không khí, điểm cháy thấp và giới hạn nổ rộng. Không tương thích với các chất oxy hóa mạnh, các base mạnh, acid mạnh, nitrat.

## Ứng dụng
Trong công nghiệp, nó được sử dụng làm dung môi cho cellulose nitrate, cellulose acetate, dầu, và mỡ. Nó có thể được sử dụng để làm chất thay thế cho acetone.